# Гротаље
Гротаље (итал. Grottaglie) је насеље у Италији у округу Таранто, региону Апулија.
Према процени из 2011. у насељу је живело 31320 становника. Насеље се налази на надморској висини од 140 м.

## Становништво
| 1931.  | 1936.  | 1951.  | 1961.  | 1971.  | 1981.  | 1991.  | 2001.  | 2011.  |
| ------ | ------ | ------ | ------ | ------ | ------ | ------ | ------ | ------ |
| 15.034 | 16.010 | 20.170 | 23.223 | 24.381 | 27.964 | 30.947 | 31.894 | 31.850 |